# Industrieverband Fahrzeugbau
IFA, Industrieverband Fahrzeugbau (União Industrial para construção de veículos) foi um conglomerado Combinat de fabricantes de automóveis criado a partir do remanescente da indústria alemã situado no lado soviético da Alemanha, após o fim da II Guerra Mundial.
O primeiro modelo, F9, era uma cópia dos DKW fabricada na antiga fábrica da Audi em Zwickau. A partir de 1953 a produção foi transferida para a fábrica anteriormente pertencente à BMW, em Eisenach.
IFA produziu bicicletas, motocicletas, veículos comerciais leves, automóveis e caminhões. Todos os fabricantes de veículos da Alemanha Oriental, como Trabant, Wartburg, Barkas, Robur, Multicar, Simson ou MZ faziam parte da IFA.